# Ellisellidae
Die Ellisellidae sind eine Familie der Achtstrahligen Korallen (Octocorallia), die in allen Weltmeeren von flachen Küstenbereichen bis in größere Tiefen  vorkommt.

## Merkmale
Wie fast alle Oktokorallen bilden die Ellisellidae Kolonien, die aus vielen Einzelpolypen mit jeweils acht Tentakeln bestehen.
Die Kolonien wachsen aufrecht unverzweigt oder mehr oder weniger verzweigt oder netzförmig mit miteinander verwachsenen Zeigen. Die Skelettachse besteht aus festem nicht durch zusammengewachsene Sklerite gebildetem Calciumcarbonat. Die Polypen sind monomorph, können sich nicht zurückziehen aber sehr stark zusammenziehen. Die Sklerite sind in allen Teilen der Kolonie ähnlich. Sie haben die Form kleiner Doppelköpfe, manchmal als asymmetrischer Keulen, symmetrischer Strahlen, Stäbchen oder Spindeln mit einer Einschnürung in der Mitte. Sie sind normalerweise auffällig gefärbt. Die meisten Gattung der Ellisellidae lebten nicht mit Zooxanthellen in Symbiose und ernähren sich ausschließlich durch den Fang von Plankton. Eine wenige Arten besitzen Zooxanthellen und beziehen von diesen einen Teil der benötigten Nährstoffe.

## Gattungen
Zur Familie Ellisellidae gehören zehn Gattungen:
- Ctenocella Valenciennes, 1855
- Dichotella Gray, 1870
- Ellisella Gray, 1858
- Heliania Gray, 1859
- Junceella Valenciennes, 1855
- Nicella Gray, 1870
- Phenilia Gray, 1859
- Riisea Duchassaing & Michelotti, 1860
- Verrucella Milne Edwards & Haime, 1857
- Viminella Gray, 1870

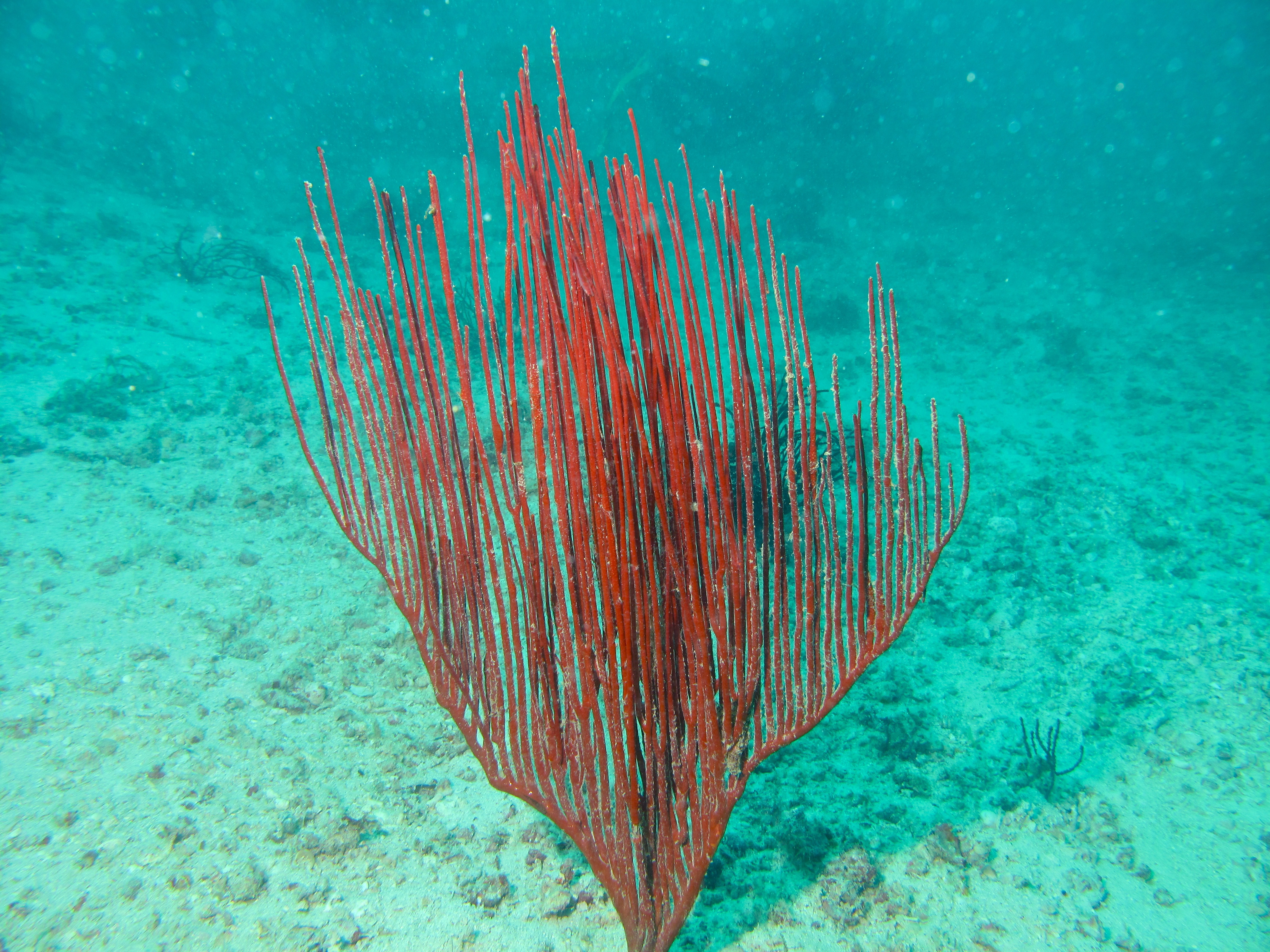
Ctenocella pectinata
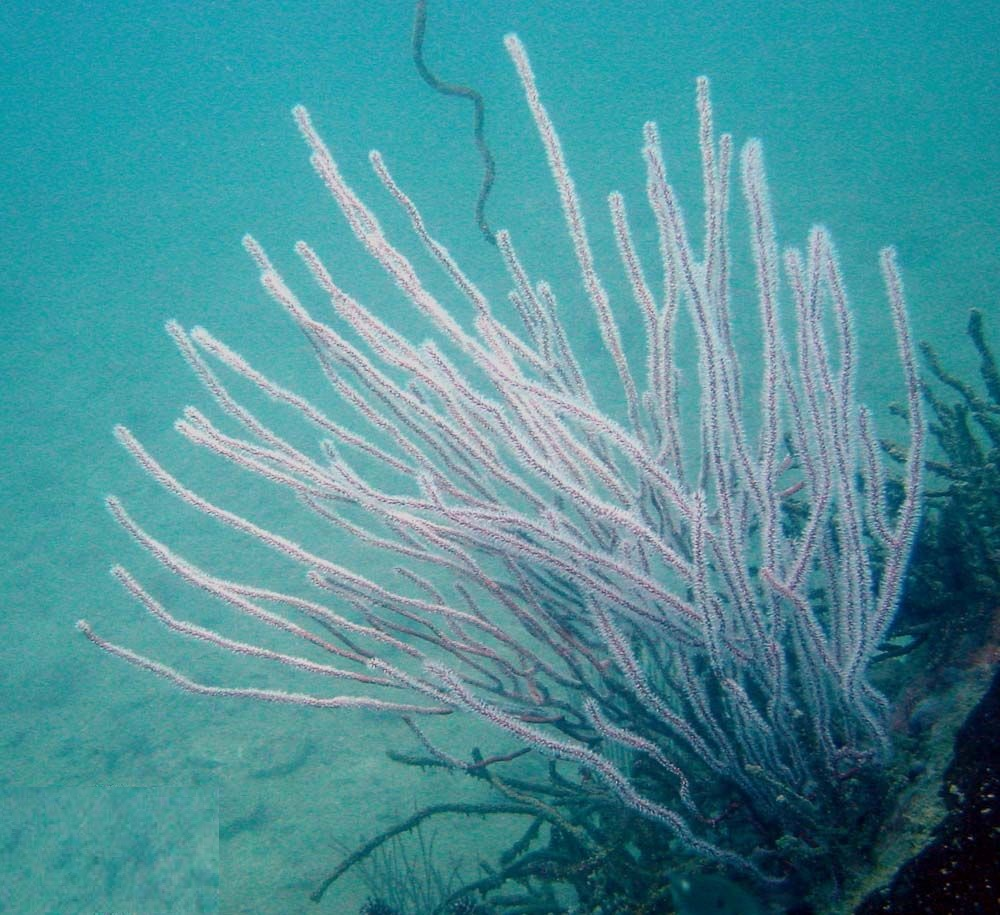
Junceella sp.
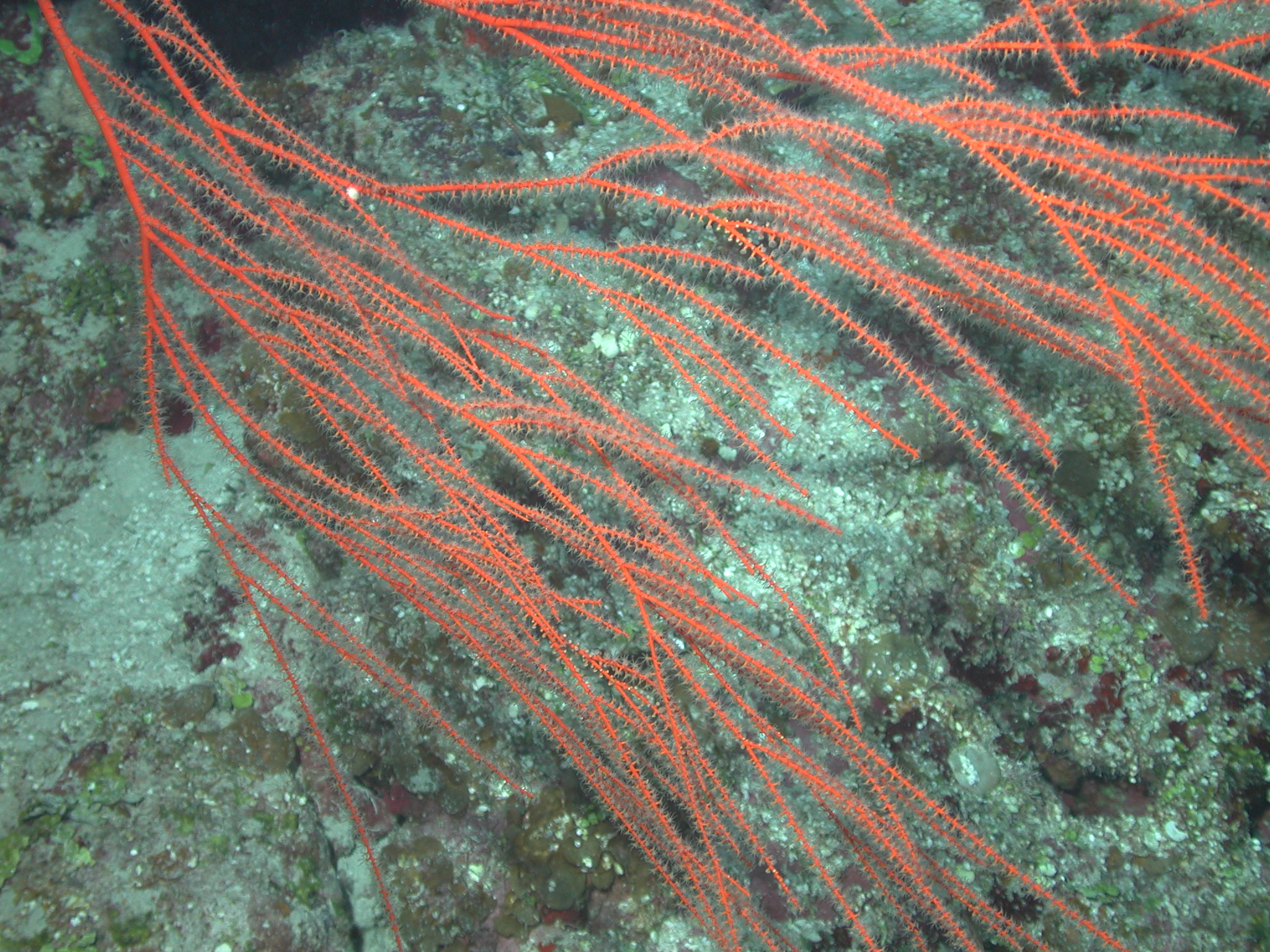
Nicella schmitti
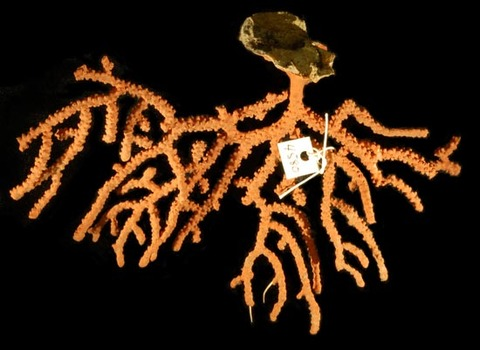
Verrucella cf. rocea

## Systematik
Früher wurden die Ellisellidae in die Unterordnung Calcaxonia gestellt. Eine phylogenetische Analyse der Verwandtschaftsverhältnisse innerhalb der Octocorallia stellt sie aber als Schwestergruppe der Seefedern (Pennatuloidea) in die Ordnung Scleralcyonacea.